# Louise Söltel
Louise Söltel, auch Louise Söltl (* 1822; † 10. September 1887 in München) war eine deutsche Theaterschauspielerin und Übersetzerin.

## Leben
Söltel war von 1838 bis zu ihrem Tod Mitglied des Münchner Hoftheaters, begann ihre Laufbahn in der Tanzschule und spielte bald, in Charakterrollen sehr geschätzt, Genien und Kinder in Ferdinand Raimundschen Stücken. Sie war eine hochgebildete Dame, die ungewöhnlich reiche Kenntnisse in Fremdsprachen besaß. Sie übersetzte aus dem Lateinischen und Griechischen, war der französischen, italienischen und englischen, auch der polnischen, russischen und spanischen Sprache mächtig und besaß eine ebenso umfassende literarische wie musikalische Bildung.
Eine ihrer Schülerinnen war Rosa Lanzlott.